# 劉藻 (清朝)
劉藻（1701年—1766年），初名玉麟，字麟兆，一字素存，山东巨野人。

## 生平
康熙四十年出生山东省巨野县万丰镇。曾任观城教谕。官四川通判。乾隆元年（1736年），山东巡抚岳浚推荐诏试博学鸿词。累迁左佥都御史。特旨改名为刘藻，字赢海，号苏村。历任内阁学士、江苏学政。疏请停减圆明园工程。
乾隆二十年，缅甸军队不断侵扰耿马、孟连等土司。乾隆二十二年七月起，刘藻由湖北布政使迁任云南巡抚。二十六年四月起暂署云贵总督。二十九年正式担任云贵总督。乾隆三十年，缅军犯云南九龙江橄榄坝，入据车里城（今云南省景洪）。刘藻亲赴思茅。刘藻派兵三路攻打缅甸边境城镇景栋，因指揮不當，三路皆敗。乾隆三十一年（1766）正月，刘藻被革职，杨应琚任云贵总督。降補為湖北巡撫。劉藻經不起打擊，自盡。有《渡江集》。